# Александровка (Мар'яновський район)
Александровка (рос. Александровка) — присілок у Мар'яновського району Омської області Російської Федерації.
Належить до муніципального утворення Шараповське сільське поселення. Населення становить 235 осіб.

## Історія
Згідно із законом від 30 липня 2004 року органом місцевого самоврядування є Шараповське сільське поселення.

## Населення
| 1920 | 1926 | 1970 | 1979 | 1989 | 2010 |
| ---- | ---- | ---- | ---- | ---- | ---- |
| 50   | ↗141 | ↗203 | ↘198 | ↗236 | ↘235 |